# Olocau
Pour les articles homonymes, voir Olocau del Rey.
Olocau (en valencien et en castillan), également connue sous le nom Olocau de Carraixet, est une commune d'Espagne de la province de Valence dans la Communauté valencienne. Elle est située dans la comarque du Camp de Túria et dans la zone à prédominance linguistique valencienne.

## Géographie

Localisation d'Olocau
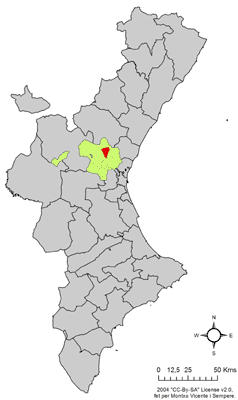
dans la Communauté valencienne.
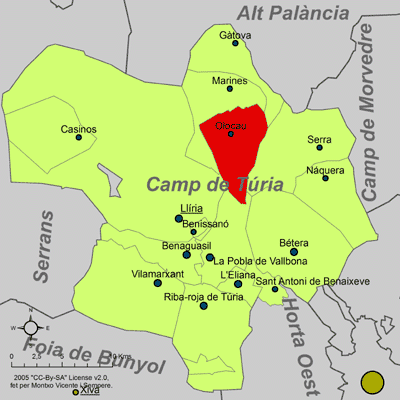
dans la comarque du Camp de Túria.

### Localités limitrophes
Le territoire communal d'Olocau est voisin de celui des communes suivantes :
Marines, Gátova, Serra, La Pobla de Vallbona et Llíria, toutes situées dans la province de Valence.

## Personnalités liées à la commune
- Florencio Pla Meseguer (1917-2004), résistant républicain espagnol[3].